# Norma Rae
Norma Rae és una pel·lícula estatunidenca dirigida per Martin Ritt, estrenada el 1979.

## Argument
Norma Rae (Sally Field) és una mare vídua que viu amb els seus pares i treballa, com ells, a la fàbrica tèxtil d'una petita ciutat baptista del Sud dels Estats Units. Les condicions de treball dels obrers de la fàbrica són molt dolentes, i cap d'ells no és sindicat. És per això que un sindicalista novaiorquès, Ruben Warshosky (Ron Leibman) arriba a la fàbrica per convèncer els obrers de la importància de crear un sindicat a la fàbrica. Norma Rae, més independent d'esperit, és la primera a unir-se amb ell i comença a lluitar per millorar les condicions de treball dels obrers de la fàbrica, cosa que passa per la creació d'un sindicat (als Estats Units, cal un vot dels obrers per a la creació d'un sindicat dins d'una fàbrica). Amb moltes dificultats i l'ajuda de Ruben aconsegueix muntar un sindicat a la fàbrica i troba un sentit a la seva vida.

## Repartiment
- Sally Field: Norma Rae
- Beau Bridges: Sonny
- Ron Leibman: Reuben
- Pat Hingle: Vernon
- Barbara Baxley: Leona
- Gail Strickland: Bonnie Mae
- Morgan Paull: Wayne Billings
- Robert Broyles: Sam Bolen
- John Calvin: Ellis Harper
- Booth Colman: Dr. Watson
- Frank McRae: James Brown
- Grace Zabriskie: Linette Odum

## Premis i nominacions

### Premis
- Oscar a la millor actriu per Sally Field
- Oscar a la millor cançó original per David Shire (música) i Norman Gimbel (lletra) per la cançó "It Goes Like It Goes".
- Premi a la interpretació femenina (Festival de Cannes) per Sally Field
- Gran Premi tècnic al Festival de Cannes per Martin Ritt
- Globus d'Or a la millor actriu dramàtica per Sally Field

### Nominacions
- Oscar a la millor pel·lícula
- Oscar al millor guió adaptat per Irving Ravetch i Harriet Frank Jr.
- Palma d'Or per Martin Ritt
- Globus d'Or a la millor pel·lícula dramàtica
- Globus d'Or al millor guió per Irving Ravetch i Harriet Frank Jr.